# Logitech
Logitech International S.A. (SIX: LOGN
, NASDAQ: LOGI

), oprettet i 1981, er en af de største producenter af multimedia/gamingudstyr til computere og producerer bl.a. mus, tastaturer, højttalere og hovedtelefoner.
Logitech er et schweizisk firma med mere end 7.200 medarbejdere verden over og er en af de førende leverandører af udstyr til computere.
De er førende i deres branche for deres udstyr udviklet til professionelle computerspillere.

## Fakta om Logitech
- Grundlagt: Schweiz 1981.
- Produkter: Tastaturer, mus, højttalere, mm.
- Antal medarbejdere: Over 7.200.
- Distribution: Internationalt.
- Større kontorer: Lausanne i Schweiz. Fremont i Californien samt i Hong Kong og Kina.

## Ekstern henvisning
- Wikimedia Commons har flere filer relateret til Logitech
- Logitechs hjemmeside

| Schweiz | Spire Denne artikel om et firma eller en virksomhed i Schweiz er en spire som bør udbygges. Du er velkommen til at hjælpe Wikipedia ved at udvide den. |